# Antonio Spadavecchia
Antonio Emmanuelovich Spadavecchia, in lingua russa Спадавеккиа, Антонио Эммануилович, (Odessa, 3 giugno 1907 – Mosca, 7 febbraio 1988), è stato un compositore russo, nato e vissuto tra gli italiani di Crimea.

## Biografia
Era nipote di nonni entrambi nativi di Bari poiché era figlio di cugini diretti sposati tra loro: i suoi nonni erano due fratelli marinai che già frequentavano vari porti russi quando decisero di emigrare con le relative mogli; di queste una era pure barese mentre l'altra era di Brindisi. All'età di 13 anni, rimasto orfano di madre, fece il mozzo su un piroscafo ma poi si recò a Mosca per dedicarsi allo studio della musica.
Fu allievo pure di Sergej Sergeevič Prokof'ev; venne premiato con il riconoscimento Artista Nazionale dell'Unione Sovietica nel 1977.
Le sue composizioni: opere, balletti, musica sinfonica, concerti, colonne sonore cinematografiche e altro tipo di brani sono stati divulgati in scambi culturali con altri Stati comunisti dopo la seconda guerra mondiale; la sua opera lirica Il tafano è stata la seconda opera russa dopo Eugenio Onegin a essere eseguita presso il Teatro dell'Opera di Hanoi negli anni sessanta dello scorso secolo.

## Composizioni

### Opere liriche
- «Il Cavallo magico» 1942
- La Locandiera (opera comica), in 3 atti, libretto di S. Cenin, da La locandiera di Goldoni 1949
- «La via dei tormenti» (su Aleksej Tolstoj) 1953
- «Il tafano» (su Il figlio del cardinale di Ethel Lilian Boole) 1959
- «Il buon soldato Sc'vèik» (su Jaroslav Hašek) 1963
- Lettera di una sconosciuta (melodramma) (Atto unico da Lettera di una sconosciuta (Zweig) di Stefan Zweig) 1975
- «La Figlia del Capitano» (sul racconto di Aleksandr Pushkin) 1977
- «Cenerentola» 1977
- «La lampada magica di Aladdin» 1978
- «Il Fiorellino scarlatto» (sulla fiaba di Serghej Aksàkov) 1979

### Balletti
- «I Nemici» (1938)
- «La Costa felice» (1944)

### Commedie musicali
- «Le Nozze insperate» (1944)
- «Il Cuore di un Violino» (1959)
- «Lo sparo in buio» (1969)

### Opere sinfoniche e da camera
- «Trio Romantico» per violino, violoncello e pianoforte (1937)
- String Quartetto (1937)
- Concerto per pianoforte e orchestra (1944)
- Elegia per violoncello e pianoforte (alla memoria di Nikolaj Miaskòvskij) 1955
- Concerto per tromba e orchestra (1959)
- Concerto per violino e orchestra (1972)

### Colonne sonore cinematografiche
- «A quelli che sono al mare» 1947
- «La Cenerentola» 1947
- «La gente ardita» 1950
- «Granguardia in montagna» 1953
- «Il Ragazzo di guttaperca» 1957
- «Gli Insuscettibili» 1959
- «Il Tirocinio» 1960
- «Il giorno Rumoroso» 1960
- «Kaine XVIII» 1963
- «L'Isola “Fattucchiere”» 1964
- «La Casa in Via Lesnaja” 1980

## Registrazioni
- Daniil Shtoda (tenore) ha inciso un'aria dal Tafano in una recita per Delos Records nel 2005.